# Peter O'Toole
Peter Seamus Lorcan O’Toole, britanski gledališki in filmski igralec, * 2. avgust 1932, Connemara, Galway, Irska, † 14. december 2013, London.
O’Toole je svojo dolgo in uspešno kariero začel leta 1962 z vlogo T. E. Lawrencea v filmu Lawrence Arabski. Nominiran je bil za osem oskarjev – za filme Lawrence Arabski (1962), Becket (1964), Lev v zimi (1968), Zbogom g. Chips (1969), Glavni razred (1972), Kaskader (1980), Moje najljubše leto (1982) in Venera (2006). Drži rekord za največ nominacij za oskarja brez zmage. Leta 2003 je prejel častnega oskarja za njegove zasluge filmu. Dobil je tudi štiri Zlate globuse ter nagradi BAFTO in Emmy.

## Zgodnje življenje
Peter Seamus Lorcan O’Toole se je rodil leta 1932. Nekateri viri trdijo da se je rodil v Connemari v grofiji Galway na Irskem, drugi pa da v Leedsu v Angliji. Celo O'Toole sam ni prepričan. Rodil se je škotski medicinski sestri Constance Jane Eliot in Ircu Patricku Josephu O'Toolu, ki se je ukvarjal s knjigami, kovinami in nogometom. Vzgojen je bil v skladu s katoliškimi nauki. Po evakuaciji med 2. svetovno vojno so ga vpisali v katoliško cerkev, kjer so stroge nune Petra, ki je bil sicer levičar, prisilile uporabljati desnico. Po tem ko je pustil šolo je dobil delo novinarja in fotografa pri Yorshire Evening Postu. Tam je delal dokler ni bil vpoklican v vojsko, kjer opravljal delo signalista.

## Kariera
Pred svojo prvo filmsko vlogo leta 1954 je bil gledališki igralec v Bristol Old Vicu. Njegova prva pomembna in hkrati tudi najbolj znana vloga je prišla leta 1962, v legendarnem filmu Lawrence Arabski. Za odlično odigrano vlogo T. E. Lawrencea je bil nominiran za oskarja, njegova vloga pa se je zapisala v zgodovino kot ena najboljših vseh časov. Dvakrat je bil nominiran za vlogo iste osebe (kralja [[Henrik II. Angleški|Henrik II.), prvič leta 1964 in drugič leta 1968. V 60-ih, 70-ih in 80-ih je igral v mnogih odmevnih filmih, ter sodeloval z mnogimi najbolj znanimi obrazi tistega časa, med drugim tudi Petrom Sellersom (Kaj je novega, mucka?) in Laurencom Olivierom (Hamlet). Svojo dolgo in uspešno kariero je zaključil leta 2010.